# Vos Cuore Sendai
Il Vos Cuore Sendai (ヴォスクオーレ仙台?) è una squadra giapponese di calcio a 5, con sede a Sendai. Milita in F. League.

## Storia
Fondata nel 2012, nella stagione 2014-2015 viene ammessa per la prima volta nella massima competizione giapponese di futsal.

## Colori e simbolo

### Colori
I colori della maglia del Vos Cuore sono il giallo e il verde.

## Stadio
Il Vos Cuore gioca le sue partite casalinghe al Sendai Gymnasium.

## Statistiche e record

### Partecipazione ai campionati
| Categoria | Partecipazioni | Debutto   | Ultima stagione |
| --------- | -------------- | --------- | --------------- |
| F. League | 1              | 2014-2015 | 2014-2015       |